# Гулый, Константин Макарович
Константи́н Мака́рович Гу́лый (17 мая 1887, Ахтырка, Харьковская губерния, Российская империя — 15 октября 1937, Киев, УССР, СССР) — советский партийный, профсоюзный и государственный деятель. Член ЦК КП(б)У (1925—1936), нарком труда Украинской ССР (1926—1932). Репрессирован в эпоху Большого террора.

## Биография
Родился в семье сапожника, окончил городское двухклассное училище, работал на различных предприятиях. В рабочем движении участвовал с 1905 года. Член РСДРП(б) с 1913 года. Служил в русской армии, после демобилизации работал электриком в депо Южной железной дороги (ЮЖД) в Харькове. С апреля 1917 года — член Железнодорожного районного комитета РСДРП(б) Харькова. В 1918 году возглавил Харьковский городской совет. В 1918 году, во время гетманского Украинского государства — член подпольного Харьковского комитета КП(б)У. Один из организаторов Всеукраинской забастовки железнодорожников 1918 года на ЮЖД. В 1919 году — в Красной армии, участвовал в борьбе с войсками генерала Деникина. С 1920 года — первый председатель Харьковского УЧК профсоюза, председатель Правления профсоюза рабочих и служащих Харьковского железнодорожного узла. В декабре 1921—1922 года — председатель Харьковского городского совета. С 1922 года — заведующий организационным отделом Харьковского губернского комитета КП(б)У. В 1923—1925 годах — председатель Харьковского губернского совета профессиональных союзов. С 1925 года — председатель Харьковского окружного совета профессиональных союзов, секретарь Всеукраинского совета профсоюзов. С 1926 по 20 апреля 1932 — народный комиссар труда Украинской ССР. В апреле 1932 года на V пленуме ЦК профсоюза железнодорожников СССР избран председателем ЦК профсоюза рабочих железнодорожного транспорта СССР и членом Президиума ВЦСПС. В сентябре 1933 года избран заведующим отделом охраны труда ВЦСПС. С сентября 1933 по 4 марта 1935 года — секретарь ВЦСПС СССР. К июлю 1937 года — директор Киевского завода лабораторного оборудования.
В 1937 году исключён из партии, 29 июля 1937 арестован. Осуждён 26 сентября 1937 года, расстрелян 15 октября того же года в Киеве. Реабилитирован в апреле 1957 года.
Внучка — киноактриса Инна Гулая (1940—1990).